# Нолл, Флоренс
Флоренс Маргарет Нолл Бассетт (англ. Florence Marguerite Knoll Bassett, урождённая Шуст; 24 мая 1917 — 25 января 2019) — американский архитектор, дизайнер интерьеров, дизайнер мебели и предпринимательницаница, которой приписывают революцию в дизайне офисов и внесение модернистского дизайна в офисные интерьеры. Флоренс и её муж, Ханс Нолл, превратили компанию Knoll в лидера в области мебели и дизайна интерьеров. Она работала над профессионализацией сферы дизайна интерьера, борясь с гендерными стереотипами декоратора. Нолл создала неподвластные времени произведения, многие из которых остаются в производстве и по сей день.

## Юность и образование
Флоренс Маргарита Шуст родилась в Сагино, штат Мичиган, в семье Фредерика Эмануэля (1881—1923) и Мины Матильды (Хейст) (1884—1931), знакомые называли её «Шу». Фредерик Шуст родился в Швейцарии или Германии, был носителем немецкого языка, Федеральная перепись США 1920 года упоминает его как управляющего коммерческой пекарней. Мина родилась в Мичигане, а её родители — в Канаде. Её отец умер, когда ей было 5 лет, мать умерла, когда ей было 12.
Флоренс посещала Кингсвудскую школу для девочек (1932—1934), часть образовательного сообщества Кранбрук в Блумфилд-Хиллз (Мичиган). Там её наставником была Рэйчел де Вулф Расеман — художественный руководитель школы. Вместе они спроектировали дом, который объединил интерьер и экстерьер, вызвав её интерес к архитектуре, и привлёк к ней внимание Элиэля Сааринена, президента Кранбрукской Академии искусств. Семья Сааринен практически её удочерили, она проводила лето в Финляндии и подружилась с Ээро Саариненом, который даже давал ей импровизированные уроки истории архитектуры. В 1934-35 годах она в течение одного года посещала архитектурный факультет Кранбрукской Академии искусств, в 1935 году изучала градостроительство в Архитектурной школе Колумбийского университета. В 1936 году она вернулась в Мичиган, где ей сделали операцию, и снова поступила на архитектурный факультет Кранбрука. В 1936 −1937 годах она изучала производство мебели вместе с Ээро Саариненом и Чарльзом Имсом. Летом 1938 года она познакомилась с Алваром Аалто, который хвалил Архитектурную школу в Лондоне, Флоренс её посещала с 1938 по 1939 год.Там она сосредоточилась на студийной работе и находилась под влиянием интернационального стиля Ле Корбюзье. Она уехала, когда началась Вторая Мировая война.
В 1940—1941 годах она продолжала своё архитектурное образование под руководством ведущих деятелей движения Баухаус. В 1940 году она переехала в Кембридж, штат Массачусетс, и некоторое время работала учеником без оплаты у Вальтера Гропиуса и Марселя Брёйера. Хотя её учёба неоднократно прерывалась из-за плохого здоровья и международных событий, она была полна решимости закончить своё образование. Осенью 1940 года она поступила в Чикагский институт бронетехники (ныне Иллинойский Технологический институт). Она отучилась у Людвига Мис ван дер Роэ и в 1941 году получила степень бакалавра архитектуры. Он оказал влияние на подход Флоренс к дизайну — это привело к точному конструированию со строгой геометрией.

## Карьера
После окончания университета Флоренс переехала в Нью-Йорк в 1941 году, получив работу у нескольких нью-йоркских архитекторов, включая Harrison & Abramovitz. Там она вместе с Хансом Ноллом проектировала офис для Генри Стимсона. После этого они продолжили сотрудничество: она подрабатывала дизайнером в мебельной компании Hans G. Knoll, которая включала в себя проектирование их демонстрационного зала. В 1943 году она присоединилась к компании Ханса Нолля и основала сервис по дизайну интерьера — отдел планирования Knoll. Она и Ханс Нолл поженились в 1946 году, когда она стала полноправным деловым партнёром и компания стала называться Knoll Associates, Inc.

### Knoll Associates
Работа супругов в паре привела к успеху, Флоренс помогла Хансу превратить маленькую мебельную компанию в международную корпорацию. Она была сильна в дизайне, Ханс был предприимчивым и харизматичным человеком. Новая мебельная фабрика была основана в Восточном Гринвилле, штат Пенсильвания, и количество дилеров мебели Knoll было тщательно отобрано и увеличено в течение следующих нескольких лет, розничные магазины и выставочные залы появились за пределами страны. К 1960 году выручка компания составляла около 15 миллионов долларов ежегодно. Шоурумы мебели Kroll показывали очеловеченный современный дизайн, демонстрируя клиентам, как использовать их новую мебель. Их первый выставочный зал был открыт в 1948 году в Нью-Йорке, затем в Далласе, Чикаго, Сан-Франциско, Париже, Лос-Анджелесе, Саутфилде, Мичигане и других городах. Компания расширилась на международном уровне, образовав в 1951 году Knoll International, также стала работать с текстильной продукцией, образовав Knoll Textiles.
Флоренс почувствовала, что архитекторы должны внести свой вклад в дизайн мебели, и, использовав свои связи, привела в Knoll друзей-дизайнеров и бывших учителей. Ей удалось привлечь Ээро Сааринена, Марселя Брейера, Пьера Жаннере и Ханса Беллмана к проектированию мебели. Как известно, она попросила Сааринена спроектировать стул, который был «похож на большую корзину подушек, в которой я могу свернуться калачиком», в результате появилось его классическое кресло «чрево». Чтобы изготовить это кресло из стекловолокна, им пришлось работать с конструктором лодок. Она убедила своего бывшего учителя Мис ван дер Роэ передать компании права на «барселонский» стул, который он спроектировал вместе с Лилли Райх в 1929 году. Она также привлекала художников для создания мебели, например, Исаму Ногути. По её просьбе скульптор Гарри Бертойя провёл два года в своей мастерской, чтобы понять, сможет ли он применить свою работу по металлу к созданию мебели, в результате чего получились его ихзвестные проволочные стулья. Выплачивая комиссионные и гонорары, обеспечивая кредиты для проектов, она сумела привлечь заметных и серьёзных талантливых дизайнеров.
Когда Ханс Нолл погиб в автокатастрофе в 1955 году, Флоренс стала президентом всех трёх компаний Knoll (Knoll Associates, Knoll Textiles и Knoll International). В 1959 году она продала компании Art Metal Construction Company, при этом продолжала оставаться президентом всех трёх компаний до 1960 года. В 1960 году она переехала во Флориду со своим вторым мужем, Гарри Худ Бассетом. Но она оставалась ответственной и отвечала за дизайн в Knoll до 1965 года. За десять лет, как она взяла на себя основную ответственность за Knoll, она удвоила размер компании, превратившись в одну из самых влиятельных дизайнерских компаний в мире.

### Отдел планирования Knoll
Флоренс Нолл создала службу дизайна интерьера Knoll Associates (The Knoll Planning Unit) в 1943 году и руководила её деятельностью до 1965 года, подразделение закрылось в 1971 году. Отдел планирования сначала проектировал выставочные залы Knoll, располагая мебель и аксессуары, чтобы продемонстрировать дизайн фирмы и продемонстрировать, как использовать мебель, выставочные залы Knoll стали важной частью в убеждении клиентов принять модернистскую эстетику Knoll. В послевоенный период Соединённые Штаты пережили бум офисных зданий, и отдел планирования Knoll начал предлагать инновационные дизайнерские решения с полным спектром услуг для офисных интерьеров, включая всё: от планирования пространства до выбора мебели. Компания также продвигала науку офисного дизайна, не просто украшая пространство, но и анализируя рабочие требования клиента и проектируя функциональные пространства, которые отвечали бы этим потребностям. Сотрудники компании проводил интервью с целью определить потребности клиентов в их работе. Отдел завершил более 70 офисных интерьеров, включая офисы крупных американских компаний, таких как IBM, GM, Look magazine, Seagram, Heinz, Connecticut General Life Insurance Company и CBS.
Прорыв в области офисных интерьеров произошёл благодаря дизайну для президента Си-би-эс Фрэнка Стэнтона, который был впечатлен выставочными залами Knoll. Фрэнк рекламировал Knoll design своему кругу общения, и компания продвигали их работу для CBS через журналы архитектуры и дизайна. Отдел планирования обычно работал маленьким составом: 8 дизайнеров и 2 разработчика в штате, и даже когда объём проектов резко увеличился, штат сотрудников вырос только до 20 человек. Флоренс обеспечивала широкомасштабное обучение и наставничество дизайнерам, работавшим под её руководством, многие из дизайнеров отдела планирования впоследствии основали внутренние подразделения в архитектурных фирмах, например, таких как SOM.

### Взгляд Knoll
Компании Knoll и её отдел планирования совершили революцию в дизайне офиса и окружающего пространства, заменив устаревшие стили и беспорядочные планировки фирменным «взглядом Knoll» — рационализированный план пространства, современная мебель, изящная геометрия и интеграция структуры, цвета и фактуры. В 1940-х годах в отделке офисов преобладали античные и старинные стили. В офисных кабинетах обычно располагались традиционный, тяжелый, резной стол из красного дерева по диагонали в углу комнаты, ещё один диагональный стол сзади, стулья в хаотичном порядке и застекленный книжный шкаф. Дизайнеры Knoll заменили старый массивный стол легким и с современным дизайном, также изменили его диагональное расположение. Рабочие места были сделаны более открытыми, с зонами отдыха для неформального общения. Конференц-столы были переделаны в форму лодки, чтобы люди могли видеть друг друга во время групповых совещаний. Часто использовались парящие открытые лестницы и многоуровневые интерьеры.
Флоренс радикально изменила планирование внутреннего пространства, создав «полный дизайн» или «подход Баухауза» и объединив архитектуру интерьера, мебель, освещение, текстиль и произведения искусства. Отдел создал одни из самых инновационных дизайнов офисных интерьеров в послевоенный период, во многом благодаря дизайнерской эстетике очеловеченного модернизма. Этот «мягкий модернизм» с цветом и органическими формами, который также практиковали Чарльз и Рэй Имс, а также Ээро Сааринен, был более привлекательным для широкой публики. Флоренс добавила архитектуру, эргономику, эффективность и планирование пространства в свой комплексный дизайн интерьера. Критик NY Times Пол Голдбергер сказал, что она «вероятно, сделала больше, чем любая другая фигура, чтобы создать современный, гладкий, послевоенный американский офис, введя современную мебель и чувство открытого планирования в рабочую среду.».

### Продажи
Одной из главных задач Флоренс было убедить руководителей и общественность принять модернистскую эстетику. Шоу румы Knoll играли ключевую роль в продажах, но она имела особый дар убеждения руководителей нанять Knoll для преобразования своих офисов. Она стала первым дизайнером интерьеров, использующим коллажи, обычно задействованные в сферах моды и сценографии, в своих презентациях — они представляли собой небольшие репрезентативные планы пространства с образцами ткани, древесной стружкой и отделкой, прикрепленными с помощью клея к изображению мебели и других деталей.

### Мебель
Флоренс проектировала мебель, когда существующие предметы не отвечали её потребностям. Она заявляла, что не являлась дизайнером мебели, возможно, потому, что не хотела, чтобы её предметы мебели рассматривались сами по себе, а скорее как элемент целостного дизайна. При этом почти половина предметов мебели в коллекции Knoll были её проектами, включая столы, парты, стулья, диваны, скамейки и табуреты. Отличительными чертами дизайна мебели были изящные силуэты и четкие геометрические формы, передающие её архитектурные знания и интересы.

## Профессионализация дизайна интерьера
До влияния Knoll внутреннее убранство было в основном непрофессиональным занятием, обычно практикуемым любителями. Раньше дизайн интерьера применялся только к дому, офисы не были профессионально спланированы или спроектированы.
«В те дни у главы компании был декоратор. Он оформлял его офис и, возможно, некоторых других руководителей высшего звена, но у остальных сотрудников были рабочие места, спроектированные агентом по закупкам, который заказывал мебель по каталогу. Поэтому в моей анкете я хотела знать, что им нужно. Это было радикально, но логично и очевидно.».
Отдел планирования Knoll совместил декораторство с архитектурой и промышленным дизайном — это стало основой современного профессионального дизайна интерьера. Флоренс осознавала свой вклад, но в интервью New York Times в 1964 году заявила: «Я не декоратор… единственное место, которое я украшаю, — это мой собственный дом.».

## Награды
В 1961 году она стала первой женщиной, получившей золотую медаль «За промышленный дизайн» от Американского института архитекторов. В 1983 году она получила премию Афины Школы дизайна Род-Айленда. В 1985 году она была включена в Зал Славы журнала Interior Design Magazine. В 2002 году президент Джордж Буш-младший вручил ей высшую награду страны за выдающиеся художественные достижения — Национальную медаль искусств. В 2004 году она была удостоена почетной докторской степени Вермонтского университета.

## Личная жизнь
Она вышла замуж за Ханса Нолля в 1946 году, он погиб в автокатастрофе в 1955 году. В 1958 году она вышла замуж за Гарри Гуда Бассетта, сына Гарри Х. Бассетта. 25 января 2019 года Флоренс Маргарет Нолл Бассет умерла в возрасте 101 года в Корал-Гейблс, штат Флорида.